# Halls Crossing
Halls Crossing is een plaats (census-designated place) in de Amerikaanse staat Utah, en valt bestuurlijk gezien onder San Juan County.

## Demografie
Bij de volkstelling in 2000 werd het aantal inwoners vastgesteld op 89.

## Geografie
Volgens het United States Census Bureau beslaat de plaats een oppervlakte van
45,3 km², waarvan 34,2 km² land en 11,1 km² water. Halls Crossing ligt op ongeveer 1171 m boven zeeniveau.

## Plaatsen in de nabije omgeving
De onderstaande figuur toont nabijgelegen plaatsen in een straal van 68 km rond Halls Crossing.